# Dicranomyia (Dicranomyia) neofascipennis
Dicranomyia (Dicranomyia) neofascipennis is een tweevleugelige uit de familie steltmuggen (Limoniidae). De soort komt voor in het Oriëntaals gebied.